# Behobia
Behobia és un barri del municipi guipuscoà d'Irun situat al seu extrem oriental, al sud del riu Bidasoa. Limita al Nord i a l'Est amb França, al Sud amb els barris Meaka i Bidasoa i a l'oest amb els de Meaka, Olaberria i Anaka.

## Etimologia
Sobre el significat de "Behobia" no existeix criteri unànime. Existeixen diverses teories. Per uns prové de Beko-ibia, "gual de baix", mentre que per a altres prové de Behor-ibia, "gual de les eugues". En totes les interpretacions, però, l'element comú és que es tracta d'un gual.

## Història
Behobia consta com a barri des que es va esqueixar de Bidasoa el 1887, el que el converteix en el barri més jove d'Irun.